# Categoría Primera A 2021
La Categoría Primera A 2021 (conosciuta anche come Liga Betplay Dimayor 2021 per ragioni di sponsorizzazione) è 74ª stagione della massima categoria calcistica colombiana. Il campionato è tornato ad essere strutturato con l'attribuzione di due titoli nazionali, quello del Torneo Apertura e quello del Torneo Finalización e ha preso avvio il 16 gennaio 2021, mentre si concluderà il 22 dicembre 2021.
Il Torneo Apertura è stato vinto dal Deportes Tolima, che ha battuto in finale il Millonarios aggiudicandosi in tal modo il terzo titolo della sua storia.

## Formato
La massima divisione colombiana è tornata ad essere strutturata con la disputa di due tornei semestrali, il Torneo Apertura e il Torneo Finalización. Nella prima fase di entrambi i tornei, ogni squadra disputa un girone di sola andata giocando contro tutte le altre squadre. Le otto squadre miglior classificate accedono alla fase ad eliminazione diretta. La fase playoff vede la formazione di un tabellone con partite di andata e ritorno, dove le prime quattro classificate sono teste di serie e i cui avversari vengono determinati con un sorteggio.
Alla fine del Torneo Apertura retrocede una squadra in Primera B, rimpiazzata da due squadre della categoria inferiore per il Torneo Finalización. Ciò è stato dovuto alla decisione della DIMAYOR, presa la stagione precedente, di posticipare le promozioni alla fine del primo semestre di questa stagione. Alla fine del Torneo Finalización retrocederanno due squadre.
Dopo la fine del Torneo Apertura, la DIMAYOR ha modificato il formato del Torneo Finalización, ostituendo ai playoff la divisione delle prime otto squadre classificate in due gironi da quattro squadre con partite di andata e ritorno. Le vincenti di ogni gruppo si qualificheranno alla finale del campionato.
Per determinare le squadre qualificate alle coppe internazionali si utilizzerà una speciale tabla anual, che considera i punti di ogni squadra ottenuti in entrambe le prime fasi di ogni torneo.

### Qualificazione alle coppe internazionali

#### Coppa Libertadores
Alla Coppa Libertadores si qualificheranno quattro squadre colombiane:
- la vincente del Torneo Apertura:  Deportes Tolima (COL 1);
- la vincente del Torneo Finalización: da definire (COL 2);
- la squadra miglior classificata nella tabla de reclasificación ad esclusione delle due precedenti della vincitrice della Coppa Colombia 2021: da definire (COL 3);
- la squadra vincitrice della Coppa Colombia 2021:  Atlético Nacional (COL 4).

#### Coppa Sudamericana
Alla Coppa Sudamericana si qualificheranno quattro squadre colombiane:
- la seconda miglior squadra classificata nella tabla de reclasificación: da definire (COL 1);
- la terza miglior squadra classificata nella tabla de reclasificación: da definire (COL 2);
- la quarta miglior squadra classificata nella tabla de reclasificación: da definire (COL 3);
- la squadra vincitrice della Coppa Colombia 2020:  Independiente Medellín (COL 4).

## Squadre partecipanti
| Club                   | Città           | Stadio                         |
| ---------------------- | --------------- | ------------------------------ |
| Alianza Petrolera      | Barrancabermeja | Daniel Villa Zapata            |
| América de Cali        | Cali            | Olímpico Pascual Guerrero      |
| Atlético Bucaramanga   | Bucaramanga     | Alfonso López                  |
| Atlético Nacional      | Medellín        | Atanasio Girardot              |
| Atlético Junior        | Barranquilla    | Metropolitano Roberto Meléndez |
| Boyacá Chicó           | Tunja           | La Independencia               |
| Deportes Tolima        | Ibagué          | Manuel Murillo Toro            |
| Deportivo Cali         | Cali            | Deportivo Cali                 |
| Deportivo Pasto        | Pasto           | Departamental Libertad         |
| Deportivo Pereira      | Pereira         | Hernán Ramírez Villegas        |
| Envigado               | Envigado        | Polideportivo Sur              |
| Independiente Medellín | Medellín        | Atanasio Girardot              |
| Jaguares               | Montería        | Jaraguay                       |
| La Equidad             | Bogotà          | Metropolitano de Techo         |
| Millonarios            | Bogotà          | Nemesio Camacho                |
| Once Caldas            | Manizales       | Palogrande                     |
| Patriotas Boyacá       | Tunja           | La Independencia               |
| Rionegro Águilas       | Rionegro        | Alberto Grisales               |
| Santa Fe               | Bogotà          | Nemesio Camacho                |

Le seguenti due squadre hanno partecipato solo al Torneo Finalización, prendendo il posto del Boyacá Chicó che è retrocesso in Primera B alla fine del Torneo Apertura.
| Club             | Città   | Stadio                 |
| ---------------- | ------- | ---------------------- |
| Atlético Huila   | Neiva   | Guillermo Plazas Alcid |
| Deportes Quindío | Armenia | Centenario             |

## Allenatori e primatisti
| Squadra                | Allenatore | Più presenze             | Capocannoniere             |
| ---------------------- | --- | ------------------------ | -------------------------- |
| Alianza Petrolera      | Wilson Gutiérrez (1A-9A) Dayron Montesino (10A-11A) Hubert Bodhert (11A-...)                                                                          | 2 giocatori (41)         | Jhord Garcés (11)          |
| América de Cali        | Juan Cruz Real (1A-POA) Juan Carlos Osorio (1F-...)                                                                                                   | Rodrigo Ureña (41)       | Adrián Ramos (8)           |
| Atlético Bucaramanga   | Guillermo Sanguinetti (1A-6A) Sergio Novoa (7A-8A) Luis Fernando Suárez (9A-19A) Óscar Upegui (1F-7F) Sergio Novoa (8F-9F) Néstor Craviotto (10F-...) | 2 giocatori (38)         | Brayan Fernández (9)       |
| Atlético Huila         | Diego Corredor (1F-5F) Alberto Rujana (6F-15F) Carlos Abella (16F-...)                                                                                | Harlin Suárez (20)       | Brayan Moreno (3)          |
| Atlético Nacional      | Alexandre Guimarães (1A-POA) Alejandro Restrepo (1F-...)                                                                                              | Brayan Rovira (41)       | Jefferson Duque (21)       |
| Atlético Junior        | Luis Amaranto Perea (1A-5F) Arturo Reyes (6F-...) | Fredy Hinestroza (45)    | Miguel Borja (8)           |
| Boyacá Chicó           | Mario García (1A-...) | Sebastián Támara (18)    | Brayan Moreno (6)          |
| Deportes Quindío       | Oscar Héctor Quintabani (1F-...) | Leyser Chaverra (45)     | Roy Castillo (4)           |
| Deportes Tolima        | Hernán Torres (1A-...) | Juan David Ríos (45)     | Juan Fernando Caicedo (12) |
| Deportivo Cali         | Alfredo Arias (1A-8F) Rafael Dudamel (9F-...) | Guillermo de Amores (43) | Harold Preciado (11)       |
| Deportivo Pasto        | Diego Corredor (1A-17A) Giovanny Ruiz (18A-4F) Flabio Torres (5F-...)                                                                                 | Esneyder Mena (35)       | Ray Vanegas (5)            |
| Deportivo Pereira      | Jorge Artigas (1A-9A) Alexis Márquez (10A-...) | Jherson Mosquera (41)    | Brayan Castrillón (8)      |
| Envigado               | José Arastey (1A-14A) Andrés Orozco (15A-19A) Alberto Suárez (1F-...)                                                                                 | Jáder Maza (38)          | Jhon Durán (7)             |
| Independiente Medellín | Hernán Darío Gómez (1A-8F) Julio Comesaña (9F-...) | Andrés Cadavid (35)      | Agustín Vuletich (10)      |
| Jaguares               | Alberto Suárez (1A-19A) César Torres (1F-...) | 3 giocatori (36)         | Pablo Rojas (9)            |
| La Equidad             | Alexis García (1A-...) | Daniel Mantilla (42)     | Diego Herazo (11)          |
| Millonarios            | Alberto Gamero (1A-...) | Stiven Vega (46)         | Fernando Uribe (23)        |
| Once Caldas            | Eduardo Lara (1A-5F) Fernando Dortti (6F) Diego Corredor (7F-...)                                                                                     | 2 giocatori (35)         | 2 giocatori (6)            |
| Patriotas Boyacá       | Abel Segovia (1A-19A) Jorge Luis Bernal (1F-5F) Juan David Niño (6F-...)                                                                              | José Leudo (35)          | Jesús Arrieta (6)          |
| Rionegro Águilas       | Hubert Bodhert (1A-10A) Francesco Stifano (10A-16F) Johan Fano (17F)                                                                                  | Christian Marrugo (35)   | Christian Marrugo (7)      |
| Santa Fe               | Alberto Suárez (1A-6F) Grigori Méndez (7F-...) | Kelvin Osorio (37)       | Kelvin Osorio (9)          |

## Torneo Apertura

### Classifica prima fase
| Pos | Squadra                | Pti. | G  | V  | N  | P  | GF | GS | DR  |
| --- | ---------------------- | ---- | -- | -- | -- | -- | -- | -- | --- |
| 1.  | Atlético Nacional      | 34   | 18 | 10 | 4  | 4  | 37 | 15 | +22 |
| 2.  | Santa Fe               | 33   | 18 | 9  | 6  | 3  | 25 | 14 | +11 |
| 3.  | Millonarios            | 33   | 18 | 10 | 3  | 5  | 25 | 18 | +7  |
| 4.  | Deportivo Cali         | 31   | 18 | 8  | 7  | 3  | 19 | 14 | +5  |
| 5.  | Deportes Tolima        | 30   | 18 | 8  | 6  | 4  | 22 | 14 | +8  |
| 6.  | La Equidad             | 30   | 18 | 8  | 6  | 4  | 21 | 18 | +3  |
| 7.  | Atlético Junior        | 29   | 18 | 8  | 5  | 5  | 21 | 13 | +8  |
| 8.  | América de Cali        | 29   | 18 | 7  | 8  | 3  | 19 | 12 | +7  |
| 9.  | Independiente Medellín | 26   | 18 | 6  | 8  | 4  | 17 | 15 | +2  |
| 10. | Jaguares               | 25   | 18 | 7  | 4  | 7  | 21 | 21 | 0   |
| 11. | Atlético Bucaramanga   | 24   | 18 | 6  | 6  | 6  | 20 | 16 | +4  |
| 12. | Deportivo Pasto        | 23   | 18 | 4  | 11 | 3  | 19 | 20 | -1  |
| 13. | Boyacá Chicó           | 19   | 18 | 5  | 4  | 9  | 17 | 20 | -3  |
| 14. | Deportivo Pereira      | 18   | 18 | 4  | 6  | 8  | 16 | 24 | -8  |
| 15. | Once Caldas            | 17   | 18 | 3  | 8  | 7  | 20 | 23 | -3  |
| 16. | Envigado               | 17   | 18 | 3  | 8  | 7  | 15 | 23 | -8  |
| 17. | Patriotas Boyacá       | 17   | 18 | 5  | 2  | 11 | 17 | 31 | -14 |
| 18  | Rionegro Águilas       | 14   | 18 | 2  | 8  | 8  | 13 | 24 | -11 |
| 19. | Alianza Petrolera      | 6    | 18 | 0  | 6  | 12 | 10 | 39 | -29 |

Legenda
      Squadre qualificate ai playoff.
Note:
Fonti: DIMAYOR.
Tre punti a vittoria, uno a pareggio, zero a sconfitta.
A parità di punti valgono in ordine i seguenti criteri: 1) differenza reti; 2) gol segnati; 3) gol segnati fuori casa; 4) gol subiti fuori casa; 5) tempo di gioco effettivo; 6) sorteggio.

### Risultati
| Millonarios              | 1 - 0                    | Envigado                 | 16.1.2021                | Ind. Medellín             | 2 - 1                     | Patriotas                 | 22.1.2021                 | Jaguares           | 2 - 0              | Alianza Petrolera  | 29.1.2021          |
| Junior                   | 1 - 0                    | Ind. Medellín            | 16.1.2021                | Envigado                  | 0 - 1                     | Dep. Pasto                | 23.1.2021                 | Dep. Cali          | 1 - 1              | Envigado           | 29.1.2021          |
| Dep. Pasto               | 2 - 2                    | La Equidad               | 17.1.2021                | América de Cali           | 1 - 1                     | Rionegro Águilas          | 24.1.2021                 | Patriotas          | 1 - 1              | Boyacá Chicó       | 30.1.2021          |
| Atl. Nacional            | 2 - 0                    | Santa Fe                 | 17.1.2021                | Jaguares                  | 2 - 1                     | Atl. Bucaramanga          | 24.1.2021                 | Rionegro Águilas   | 0 - 2              | Santa Fe           | 30.1.2021          |
| Dep. Cali                | 1 - 0                    | Jaguares                 | 17.1.2021                | Dep. Pereira              | 0 - 1                     | Dep. Cali                 | 24.1.2021                 | Atl. Nacional      | 5 - 2              | Dep. Pereira       | 30.1.2021          |
| Dep. Tolima              | 1 - 1                    | Once Caldas              | 18.1.2021                | La Equidad                | 1 - 0                     | Atl. Nacional             | 25.1.2021                 | Junior             | 2 - 1              | América de Cali    | 30.1.2021          |
| Atl. Bucaramanga         | 2 - 0                    | Boyacá Chicó             | 19.1.2021                | Once Caldas               | 1 - 2                     | Junior                    | 25.1.2021                 | Dep. Tolima        | 1 - 0              | La Equidad         | 31.1.2021          |
| Alianza Petrolera        | 2 - 2                    | Dep. Pereira             | 20.1.2021                | Boyacá Chicó              | 0 - 1                     | Millonarios               | 4.3.2021                  | Atl. Bucaramanga   | 0 - 1              | Ind. Medellín      | 31.1.2021          |
| Patriotas                | 0 - 1                    | América de Cali          | 3.3.2021                 | Santa Fe                  | 3 - 2                     | Dep. Tolima               | 4.3.2021                  | Millonarios        | 4 - 3              | Once Caldas        | 1.2.2021           |
| Riposa: Rionegro Águilas | Riposa: Rionegro Águilas | Riposa: Rionegro Águilas | Riposa: Rionegro Águilas | Riposa: Alianza Petrolera | Riposa: Alianza Petrolera | Riposa: Alianza Petrolera | Riposa: Alianza Petrolera | Riposa: Dep. Pasto | Riposa: Dep. Pasto | Riposa: Dep. Pasto | Riposa: Dep. Pasto |

| Envigado            | 1 - 1               | Jaguares            | 2.2.2021            | Once Caldas             | 3 - 1                   | Envigado                | 6.2.2021                | Dep. Pereira          | 1 - 2                 | Patriotas             | 12.2.2021             |
| Boyacá Chicó        | 0 - 1               | Dep. Cali           | 2.2.2021            | Junior                  | 2 - 0                   | Alianza Petrolera       | 6.2.2021                | Alianza Petrolera     | 0 - 0                 | Once Caldas           | 12.2.2021             |
| Dep. Pasto          | 0 - 0               | Atl. Nacional       | 2.2.2021            | Atl. Nacional           | 2 - 0                   | Boyacá Chicó            | 6.2.2021                | Boyacá Chicó          | 1 - 2                 | América de Cali       | 12.2.2021             |
| La Equidad          | 1 - 0               | Junior              | 3.2.2021            | Millonarios             | 3 - 2                   | Dep. Pereira            | 7.2.2021                | La Equidad            | 1 - 0                 | Millonarios           | 13.2.2021             |
| Dep. Pereira        | 0 - 0               | Dep. Tolima         | 3.2.2021            | Dep. Tolima             | 2 - 1                   | Ind. Medellín           | 7.2.2021                | Dep. Cali             | 1 - 0                 | Rionegro Águilas      | 13.2.2021             |
| Alianza Petrolera   | 1 - 2               | Rionegro Águilas    | 3.2.2021            | Patriotas               | 0 - 1                   | Dep. Cali               | 7.2.2021                | Envigado              | 2 - 2                 | Junior                | 13.2.2021             |
| América de Cali     | 0 - 0               | Atl. Bucaramanga    | 3.2.2021            | Jaguares                | 0 - 1                   | Santa Fe                | 7.2.2021                | Santa Fe              | 2 - 0                 | Atl. Bucaramanga      | 14.2.2021             |
| Santa Fe            | 1 - 0               | Patriotas           | 4.2.2021            | Atl. Bucaramanga        | 0 - 0                   | La Equidad              | 8.2.2021                | Ind. Medellín         | 1 - 0                 | Jaguares              | 14.2.2021             |
| Ind. Medellín       | 0 - 0               | Millonarios         | 4.2.2021            | Rionegro Águilas        | 1 - 1                   | Dep. Pasto              | 9.2.2021                | Dep. Pasto            | 0 - 1                 | Dep. Tolima           | 14.2.2021             |
| Riposa: Once Caldas | Riposa: Once Caldas | Riposa: Once Caldas | Riposa: Once Caldas | Riposa: América de Cali | Riposa: América de Cali | Riposa: América de Cali | Riposa: América de Cali | Riposa: Atl. Nacional | Riposa: Atl. Nacional | Riposa: Atl. Nacional | Riposa: Atl. Nacional |

| Patriotas           | 3 - 1               | Alianza Petrolera   | 16.2.2021           | Dep. Tolima         | 3 - 1               | Patriotas           | 19.2.2021           | Junior            | 2 - 0             | Millonarios       | 23.2.2021         |
| Once Caldas         | 0 - 1               | Atl. Nacional       | 16.2.2021           | Envigado            | 1 - 0               | Atl. Bucaramanga    | 20.2.2021           | América de Cali   | 0 - 0             | Envigado          | 24.2.2021         |
| Atl. Bucaramanga    | 2 - 0               | Dep. Pereira        | 17.2.2021           | Dep. Pereira        | 0 - 0               | Rionegro Águilas    | 20.2.2021           | Rionegro Águilas  | 1 - 2             | La Equidad        | 24.2.2021         |
| Rionegro Águilas    | 1 - 1               | Envigado            | 17.2.2021           | Boyacá Chicó        | 2 - 1               | Junior              | 20.2.2021           | Atl. Bucaramanga  | 3 - 2             | Atl. Nacional     | 24.2.2021         |
| Ind. Medellín       | 1 - 0               | Boyacá Chicó        | 17.2.2021           | La Equidad          | 0 - 0               | Once Caldas         | 21.2.2021           | Santa Fe          | 2 - 0             | Boyacá Chicó      | 24.2.2021         |
| Junior              | 1 - 2               | Dep. Cali           | 17.2.2021           | Dep. Pasto          | 2 - 2               | Jaguares            | 21.2.2021           | Once Caldas       | 0 - 1             | Dep. Pasto        | 25.2.2021         |
| Jaguares            | 2 - 1               | La Equidad          | 18.2.2021           | Santa Fe            | 0 - 0               | Ind. Medellín       | 21.2.2021           | Jaguares          | 2 - 0             | Dep. Pereira      | 25.2.2021         |
| Millonarios         | 3 - 1               | Dep. Pasto          | 18.2.2021           | Atl. Nacional       | 2 - 2               | América de Cali     | 21.2.2021           | Alianza Petrolera | 0 - 5             | Dep. Tolima       | 25.2.2021         |
| América de Cali     | 0 - 0               | Santa Fe            | 18.2.2021           | Dep. Cali           | 1 - 1               | Alianza Petrolera   | 22.2.2021           | Ind. Medellín     | 1 - 1             | Dep. Cali         | 25.2.2021         |
| Riposa: Dep. Tolima | Riposa: Dep. Tolima | Riposa: Dep. Tolima | Riposa: Dep. Tolima | Riposa: Millonarios | Riposa: Millonarios | Riposa: Millonarios | Riposa: Millonarios | Riposa: Patriotas | Riposa: Patriotas | Riposa: Patriotas | Riposa: Patriotas |

| La Equidad               | 2 - 1                    | Boyacá Chicó             | 27.2.2021                | Ind. Medellín     | 1 - 1            | La Equidad       | 5.3.2021         | Dep. Cali        | 0 - 2            | América de Cali   | 11.3.2021        |
| Patriotas                | 1 - 0                    | Junior                   | 27.2.2021                | Junior            | 1 - 1            | Atl. Bucaramanga | 5.3.2021         | La Equidad       | 3 - 1            | Envigado          | 12.3.2021        |
| Envigado                 | 1 - 1                    | Ind. Medellín            | 28.2.2021                | Once Caldas       | 0 - 0            | Dep. Cali        | 6.3.2021         | Dep. Tolima      | 3 - 2            | Jaguares          | 12.3.2021        |
| Dep. Tolima              | 1 - 0                    | Rionegro Águilas         | 28.2.2021                | Rionegro Águilas  | 1 - 1            | Atl. Nacional    | 6.3.2021         | Dep. Pasto       | 1 - 0            | Alianza Petrolera | 13.3.2021        |
| Dep. Pasto               | 1 - 1                    | América de Cali          | 28.2.2021                | América de Cali   | 1 - 0            | Dep. Pereira     | 7.3.2021         | Patriotas        | 0 - 2            | Millonarios       | 13.3.2021        |
| Dep. Cali                | 1 - 1                    | Santa Fe                 | 28.2.2021                | Jaguares          | 3 - 2            | Patriotas        | 7.3.2021         | Rionegro Águilas | 0 - 2            | Ind. Medellín     | 14.3.2021        |
| Dep. Pereira             | 2 - 0                    | Once Caldas              | 1.3.2021                 | Boyacá Chicó      | 2 - 1            | Dep. Tolima      | 7.3.2021         | Atl. Nacional    | 1 - 0            | Junior            | 14.3.2021        |
| Millonarios              | 0 - 2                    | Jaguares                 | 1.3.2021                 | Santa Fe          | 2 - 2            | Dep. Pasto       | 8.3.2021         | Atl. Bucaramanga | 1 - 1            | Once Caldas       | 15.3.2021        |
| Atl. Nacional            | 5 - 0                    | Alianza Petrolera        | 2.3.2021                 | Alianza Petrolera | 0 - 2            | Millonarios      | 9.3.2021         | Dep. Pereira     | 0 - 0            | Boyacá Chicó      | 16.3.2021        |
| Riposa: Atl. Bucaramanga | Riposa: Atl. Bucaramanga | Riposa: Atl. Bucaramanga | Riposa: Atl. Bucaramanga | Riposa: Envigado  | Riposa: Envigado | Riposa: Envigado | Riposa: Envigado | Riposa: Santa Fe | Riposa: Santa Fe | Riposa: Santa Fe  | Riposa: Santa Fe |

| Jaguares             | 0 - 2                | Rionegro Águilas     | 19.3.2021            | Boyacá Chicó         | 3 - 0                | Envigado             | 23.3.2021            | Envigado          | 0 - 0            | Dep. Tolima      | 27.3.2021        |
| Envigado             | 2 - 1                | Santa Fe             | 20.3.2021            | Santa Fe             | 2 - 0                | Once Caldas          | 23.3.2021            | Once Caldas       | 4 - 2            | Boyacá Chicó     | 27.3.2021        |
| Junior               | 3 - 0                | Dep. Pereira         | 20.3.2021            | América de Cali      | 1 - 2                | Ind. Medellín        | 24.3.2021            | Junior            | 1 - 1            | Santa Fe         | 27.3.2021        |
| Once Caldas          | 1 - 1                | América de Cali      | 20.3.2021            | Dep. Tolima          | 0 - 1                | Junior               | 24.3.2021            | Ind. Medellín     | 0 - 0            | Atl. Nacional    | 27.3.2021        |
| Ind. Medellín        | 2 - 2                | Dep. Pasto           | 21.3.2021            | Atl. Nacional        | 3 - 1                | Jaguares             | 24.3.2021            | Dep. Pereira      | 0 - 0            | La Equidad       | 28.3.2021        |
| Dep. Cali            | 0 - 0                | Dep. Tolima          | 21.3.2021            | Dep. Pasto           | 1 - 0                | Patriotas            | 25.3.2021            | Alianza Petrolera | 0 - 2            | América de Cali  | 28.3.2021        |
| Millonarios          | 1 - 2                | Atl. Nacional        | 21.3.2021            | La Equidad           | 1 - 1                | Alianza Petrolera    | 25.3.2021            | Patriotas         | 2 - 1            | Rionegro Águilas | 28.3.2021        |
| Patriotas            | 1 - 2                | La Equidad           | 22.3.2021            | Atl. Bucaramanga     | 1 - 0                | Dep. Cali            | 25.3.2021            | Millonarios       | 2 - 1            | Atl. Bucaramanga | 28.3.2021        |
| Alianza Petrolera    | 1 - 3                | Atl. Bucaramanga     | 22.3.2021            | Rionegro Águilas     | 0 - 0                | Millonarios          | 25.3.2021            | Dep. Cali         | 1 - 1            | Dep. Pasto       | 29.3.2021        |
| Riposa: Boyacá Chicó | Riposa: Boyacá Chicó | Riposa: Boyacá Chicó | Riposa: Boyacá Chicó | Riposa: Dep. Pereira | Riposa: Dep. Pereira | Riposa: Dep. Pereira | Riposa: Dep. Pereira | Riposa: Jaguares  | Riposa: Jaguares | Riposa: Jaguares | Riposa: Jaguares |

| Dep. Tolima           | 2 - 1                 | Atl. Nacional         | 30.3.2021             | Atl. Nacional     | 3 - 0             | Envigado          | 3.4.2021          | Ind. Medellín      | 2 - 2              | Alianza Petrolera  | 10.4.2021          |
| Jaguares              | 0 - 2                 | Junior                | 30.3.2021             | Millonarios       | 0 - 0             | Dep. Tolima       | 3.4.2021          | Jaguares           | 0 - 0              | América de Cali    | 10.4.2021          |
| América de Cali       | 2 - 1                 | Millonarios           | 31.3.2021             | América de Cali   | 0 - 1             | La Equidad        | 4.4.2021          | Dep. Cali          | 1 - 0              | Atl. Nacional      | 10.4.2021          |
| Envigado              | 3 - 0                 | Patriotas             | 31.3.2021             | Boyacá Chicó      | 0 - 0             | Dep. Pasto        | 4.4.2021          | Rionegro Águilas   | 0 - 3              | Boyacá Chicó       | 11.4.2021          |
| Rionegro Águilas      | 2 - 2                 | Once Caldas           | 31.3.2021             | Junior            | 0 - 0             | Rionegro Águilas  | 4.4.2021          | Envigado           | 0 - 1              | Dep. Pereira       | 11.4.2021          |
| Boyacá Chicó          | 2 - 0                 | Alianza Petrolera     | 1.4.2021              | Atl. Bucaramanga  | 0 - 1             | Patriotas         | 5.4.2021          | Dep. Pasto         | 0 - 0              | Junior             | 11.4.2021          |
| La Equidad            | 2 - 5                 | Dep. Cali             | 1.4.2021              | Once Caldas       | 1 - 2             | Jaguares          | 5.4.2021          | Santa Fe           | 1 - 2              | Millonarios        | 11.4.2021          |
| Santa Fe              | 1 - 1                 | Dep. Pereira          | 2.4.2021              | Dep. Pereira      | 1 - 0             | Ind. Medellín     | 6.4.2021          | Dep. Tolima        | 0 - 0              | Atl. Bucaramanga   | 12.4.2021          |
| Dep. Pasto            | 1 - 1                 | Atl. Bucaramanga      | 15.4.2021             | Alianza Petrolera | 0 - 3             | Santa Fe          | 6.4.2021          | Patriotas          | 1 - 1              | Once Caldas        | 13..4.2021         |
| Riposa: Ind. Medellín | Riposa: Ind. Medellín | Riposa: Ind. Medellín | Riposa: Ind. Medellín | Riposa: Dep. Cali | Riposa: Dep. Cali | Riposa: Dep. Cali | Riposa: Dep. Cali | Riposa: La Equidad | Riposa: La Equidad | Riposa: La Equidad | Riposa: La Equidad |

| 19ª giornata      | 19ª giornata | 19ª giornata     | 19ª giornata |
| Locali            | R            | Ospiti           | Data         |
| ----------------- | ------------ | ---------------- | ------------ |
| Alianza Petrolera | 1 - 1        | Envigado         | 16.4.2021    |
| Once Caldas       | 2 - 0        | Ind. Medellín    | 18.4.2021    |
| América de Cali   | 2 - 0        | Dep. Tolima      | 18.4.2021    |
| Atl. Bucaramanga  | 4 - 1        | Rionegro Águilas | 18.4.2021    |
| Dep. Pereira      | 4 - 2        | Dep. Pasto       | 18.4.2021    |
| La Equidad        | 1 - 2        | Santa Fe         | 18.4.2021    |
| Atl. Nacional     | 7 - 1        | Patriotas        | 18.4.2021    |
| Boyacá Chicó      | 0 - 0        | Jaguares         | 18.4.2021    |
| Millonarios       | 3 - 1        | Dep. Cali        | 18.4.2021    |
| Riposa: Junior    |              |                  |              |

### Fase finale (playoff)
Il sorteggio per gli accoppiamenti delle otto squadre classificatesi alla fase finale si è tenuto il 19 aprile 2021. Tale sorteggio ha tenuto conto della posizione ottenuta nella prima fase. La squadra miglior classificata in ogni singolo accoppiamento ha avuto il vantaggio di giocare la gara di ritorno in casa.

#### Tabellone
|  | Quarti di finale | Quarti di finale  | Quarti di finale | Quarti di finale | Quarti di finale |  |  | Semifinali      | Semifinali      | Semifinali | Semifinali      | Semifinali |   |   | Finale | Finale      | Finale | Finale | Finale |  |
|  |                  |                   |                  |                  |                  |  |  |                 |                 |            |                 |            |   |   |        |             |        |        |        |  |
|  | 3                | Millonarios       | 2                | 0                | 2                |  |  |                 |                 |            |                 |            |   |   |        |             |        |        |        |  |
|  |                  | América de Cali   | 1                | 0                | 1                |  |  | 3               | Millonarios     | 2          | 2               | 4          |   |   |        |             |        |        |        |  |
|  | 2                | Santa Fe          | 1                | 0                | 1                |  |  |                 | Atlético Junior | 3          | 0               | 3          |   |   |        |             |        |        |        |  |
|  |                  | Atlético Junior   | 3                | 0                | 3                |  |  |                 |                 |            |                 |            |   |   | 3      | Millonarios | 1      | 1      | 2      |  |
|  | 1                | Atlético Nacional | 0                | 2                | 2                |  |  |                 |                 |            | Deportes Tolima | 1          | 2 | 3 |        |             |        |        |        |  |
|  |                  | La Equidad        | 1                | 2                | 3                |  |  | La Equidad      | La Equidad      | 1          | 1               | 2          |   |   |        |             |        |        |        |  |
|  | 4                | Deportivo Cali    | 0                | 2                | 2                |  |  | Deportes Tolima | Deportes Tolima | 1          | 2               | 3          |   |   |        |             |        |        |        |  |
|  |                  | Deportes Tolima   | 3                | 0                | 3                |  |  |                 |                 |            |                 |            |   |   |        |             |        |        |        |  |

#### Quarti di finale
| Arbitro: | Carlos Ortega |

|             |           |                      |
| Cabrera 53’ | Marcatori | 13’ Uribe 80’ Arango |

| Ibagué 1 maggio 2021, ore 18:00 UTC-5 Quarti di finale (ritorno) | Millonarios   | 0 – 0 referto | América de Cali | Stadio Manuel Murillo Toro (0 spett.)\| Arbitro: \| Wilmar Roldán \| |
| Arbitro:                                                         | Wilmar Roldán |               |                 |                                                                      |

Con il risultato aggregato di 2-1, alla semifinale si è qualificato il Millonarios.
| Arbitro: | Wilmar Roldán |

|                                  |           |              |
| González 30’ Borja 48’ Borja 54’ | Marcatori | 56’ Palacios |

| Armenia 2 maggio 2021, ore 13:00 UTC-5 Quarti di finale (ritorno) | Santa Fe      | 0 – 0 referto | Atlético Junior | Stadio Centenario (0 spett.)\| Arbitro: \| Carlos Ortega \| |
| Arbitro:                                                          | Carlos Ortega |               |                 |                                                             |

Con il risultato aggregato di 3-1, alla semifinale si è qualificato l'Atlético Junior.
| Arbitro: | Jorge Tabares |

|                                       |           |  |
| Estupiñán 39’ Albornoz 84’ Campaz 87’ | Marcatori |  |

| Arbitro: | Carlos Ortega |

|                                          |           |  |
| G. Rodríguez 22’ (rig.) Á. Rodríguez 33’ | Marcatori |  |

Con il risultato aggregato di 3-1, passa in semifinale il Deportes Tolima.
| Arbitro: | John Hinestroza |

|            |           |  |
| Zapata 66’ | Marcatori |  |

| Arbitro: | Carlos Betancur |

|                         |           |                               |
| Andrade 64’ Perlaza 68’ | Marcatori | 56’ Mahecha 78’ (rig.) Herazo |

Con il risultato aggregato di 3-2, passa in semifinale La Equidad.

#### Semifinali
| Arbitro: | Carlos Betancur |

|                                        |           |                      |
| Valencia 10’ Valencia 39’ Sambueza 44’ | Marcatori | 19’ Uribe 56’ Arango |

| Arbitro: | Jorge Tabares |

|                           |           |  |
| Uribe 3’ (rig.) Uribe 12’ | Marcatori |  |

Con il risultato aggregato di 4-3, passa in finale il Millonarios.
| Arbitro: | Carlos Ortega |

|           |           |             |
| Orozco 6’ | Marcatori | 37’ Mahecha |

| Arbitro: | John Hinestroza |

|                   |           |                                   |
| Herazo 63’ (rig.) | Marcatori | 16’ Estupiñán 51’ (rig.) Mosquera |

#### Finale
| Arbitro: | Carlos Betancur |

|             |           |                      |
| Caicedo 36’ | Marcatori | 90+7’ (rig.) Pereira |

| Arbitro: | Carlos Ortega |

|          |           |                         |
| Ruiz 23’ | Marcatori | 61’ Caicedo 69’ Caicedo |

Con il risultato aggregato di 3-2, il Deportes Tolima vince la finale e si aggiudica il Torneo Apertura.

### Retrocessioni
Durante il Torneo Apertura è stata tenuta a parte una classifica per le retrocessioni che tiene conto del cosiddetto promedio, ovvero della media- punti ottenuta da ogni squadra nel Torneo Apertura e nelle tre stagioni precedenti nella Categoria A. Alle formazioni neopromosse sono stati attribuiti i punti e i gol fatti e subiti della 18ª squadra in classifica all'inizio del Torneo Apertura.
Dato il rinvio di qualsiasi promozione e retrocessione nella stagione precedente fino alla fine del primo semestre e la concomitante disaffiliazione dalla DIMAYOR del Cúcuta Deportivo, alla fine del Torneo Apertura si è realizzata una sola retrocessione in Primera B, ovvero il Boyacá Chicó.
| Pos | Squadra                | 2018 | 2019 | 2020 | 2021 | GF  | GS  | DR  | PG  | PT  | Promedio |
| --- | ---------------------- | ---- | ---- | ---- | ---- | --- | --- | --- | --- | --- | -------- |
| 1.  | Atlético Nacional      | 71   | 66   | 35   | 34   | 180 | 112 | 67  | 116 | 206 | 1.776    |
| 2.  | Deportes Tolima        | 72   | 64   | 37   | 30   | 159 | 98  | 61  | 116 | 203 | 1.750    |
| 3.  | Deportivo Cali         | 58   | 67   | 34   | 31   | 152 | 111 | 41  | 116 | 190 | 1.638    |
| 4.  | Atlético Junior        | 62   | 63   | 33   | 29   | 139 | 90  | 49  | 116 | 187 | 1.612    |
| 5.  | Millonarios            | 51   | 57   | 30   | 33   | 150 | 122 | 28  | 116 | 181 | 1.560    |
| 6.  | América de Cali        | 47   | 67   | 33   | 29   | 146 | 131 | 15  | 116 | 176 | 1.517    |
| 7.  | Santa Fe               | 56   | 46   | 40   | 33   | 145 | 99  | 46  | 116 | 175 | 1.509    |
| 8.  | Independiente Medellín | 69   | 59   | 20   | 26   | 162 | 135 | 27  | 116 | 174 | 1.500    |
| 9.  | Once Caldas            | 63   | 56   | 29   | 17   | 140 | 121 | 19  | 116 | 165 | 1.422    |
| 10. | La Equidad             | 61   | 42   | 32   | 30   | 132 | 117 | 15  | 116 | 165 | 1.422    |
| 11. | Atlético Bucaramanga   | 58   | 46   | 21   | 24   | 123 | 135 | -12 | 116 | 149 | 1.284    |
| 12. | Deportivo Pasto        | 35   | 54   | 34   | 23   | 115 | 118 | -3  | 116 | 146 | 1.259    |
| 13. | Rionegro Águilas       | 57   | 40   | 31   | 14   | 121 | 143 | -22 | 116 | 142 | 1.224    |
| 14. | Envigado               | 46   | 47   | 23   | 17   | 121 | 143 | -22 | 116 | 133 | 1.147    |
| 15. | Patriotas Boyacá       | 49   | 50   | 17   | 16   | 100 | 147 | -47 | 116 | 132 | 1.147    |
| 16. | Alianza Petrolera      | 42   | 55   | 19   | 6    | 112 | 166 | -54 | 116 | 122 | 1.052    |
| 17. | Jaguares               | 39   | 38   | 17   | 25   | 102 | 164 | -62 | 116 | 119 | 1.026    |
| 18. | Deportivo Pereira      | 39   | 38   | 18   | 18   | 93  | 161 | -68 | 116 | 113 | 0.974    |
| 19. | Boyacá Chicó           | 39   | 38   | 15   | 19   | 90  | 166 | -76 | 116 | 111 | 0.957    |

Legenda:
      Squadra retrocessa.
Note:
Fonte: DIMAYOR
A parità di punti valgono in ordine i seguenti criteri: 1) differenza reti; 2) gol segnati; 3) gol segnati fuori casa.

## Torneo Finalización

### Classifica prima fase
| Pos | Squadra                | Pti. | G  | V  | N  | P  | GF | GS | DR  |
| --- | ---------------------- | ---- | -- | -- | -- | -- | -- | -- | --- |
| 1.  | Atlético Nacional      | 42   | 20 | 12 | 6  | 2  | 32 | 13 | +19 |
| 2.  | Millonarios            | 36   | 20 | 11 | 3  | 6  | 36 | 23 | +13 |
| 3.  | Deportes Tolima        | 36   | 20 | 9  | 9  | 2  | 25 | 13 | +12 |
| 4.  | Atlético Junior        | 33   | 20 | 8  | 9  | 3  | 25 | 21 | +4  |
| 5.  | Deportivo Pereira      | 33   | 20 | 9  | 6  | 5  | 24 | 21 | +3  |
| 6.  | Alianza Petrolera      | 31   | 20 | 8  | 7  | 5  | 27 | 18 | +9  |
| 7.  | Deportivo Cali         | 31   | 20 | 8  | 7  | 5  | 27 | 21 | +6  |
| 8.  | América de Cali        | 29   | 20 | 8  | 5  | 7  | 25 | 19 | +6  |
| 9.  | Envigado               | 27   | 20 | 7  | 6  | 7  | 24 | 23 | +1  |
| 10. | Atlético Bucaramanga   | 27   | 20 | 7  | 6  | 7  | 26 | 29 | -3  |
| 11. | Jaguares               | 27   | 20 | 7  | 6  | 7  | 23 | 26 | -3  |
| 12. | Independiente Medellín | 26   | 20 | 5  | 11 | 4  | 14 | 15 | -1  |
| 13. | Rionegro Águilas       | 25   | 20 | 7  | 4  | 9  | 24 | 25 | -1  |
| 14. | Santa Fe               | 25   | 20 | 6  | 7  | 7  | 21 | 22 | -1  |
| 15. | La Equidad             | 25   | 20 | 6  | 7  | 7  | 20 | 21 | -1  |
| 16. | Deportes Quindío       | 22   | 20 | 6  | 4  | 10 | 18 | 24 | -6  |
| 17. | Once Caldas            | 20   | 20 | 5  | 5  | 10 | 18 | 30 | -12 |
| 18. | Patriotas Boyacá       | 18   | 20 | 4  | 6  | 10 | 14 | 21 | -7  |
| 19. | Deportivo Pasto        | 16   | 20 | 4  | 4  | 12 | 13 | 28 | -15 |
| 20  | Atlético Huila         | 10   | 20 | 2  | 4  | 14 | 12 | 35 | -23 |

Legenda
      Squadre qualificate ai quadrangolari.
Note:
Fonti: DIMAYOR.
Tre punti a vittoria, uno a pareggio, zero a sconfitta.
A parità di punti valgono in ordine i seguenti criteri: 1) differenza reti; 2) gol segnati; 3) gol segnati fuori casa; 4) gol subiti fuori casa; 5) tempo di gioco effettivo; 6) sorteggio.

### Risultati prima fase
| Ind. Medellín     | 1 - 1 | Rionegro Águilas | 16.7.2021 | Millonarios      | 2 - 1 | Dep. Quindío      | 21.7.2021 | Dep. Quindío  | 2 - 1 | Rionegro Águilas  | 30.7.2021 |
| América de Cali   | 3 - 1 | Junior           | 17.7.2021 | Atl. Huila       | 2 - 2 | Patriotas         | 23.7.2021 | Dep. Tolima   | 1 - 1 | Alianza Petrolera | 31.7.2021 |
| Dep. Quindío      | 2 - 0 | Jaguares         | 17.7.2021 | Rionegro Águilas | 1 - 3 | América de Cali   | 24.7.2021 | Dep. Cali     | 1 - 2 | Atl. Bucaramanga  | 31.7.2021 |
| Santa Fe          | 1 - 2 | Dep. Cali        | 17.7.2021 | Jaguares         | 1 - 1 | Once Caldas       | 24.7.2021 | Ind. Medellín | 0 - 0 | Junior            | 31.7.2021 |
| Envigado          | 2 - 2 | Atl. Nacional    | 18.7.2021 | Atl. Nacional    | 1 - 0 | Dep. Tolima       | 24.7.2021 | Patriotas     | 1 - 0 | La Equidad        | 1.8.2021  |
| Patriotas         | 0 - 2 | Atl. Bucaramanga | 18.7.2021 | Atl. Bucaramanga | 4 - 3 | Santa Fe          | 25.7.2021 | Envigado      | 1 - 0 | América de Cali   | 1.8.2021  |
| Dep. Pasto        | 1 - 3 | Millonarios      | 18.7.2021 | Junior           | 1 - 0 | Envigado          | 25.7.2021 | Once Caldas   | 0 - 2 | Millonarios       | 1.8.2021  |
| Dep. Tolima       | 1 - 0 | Dep. Pereira     | 19.7.2021 | Dep. Cali        | 0 - 0 | Ind. Medellín     | 25.7.2021 | Jaguares      | 2 - 0 | Atl. Huila        | 1.8.2021  |
| Once Caldas       | 1 - 0 | Atl. Huila       | 19.7.2021 | Dep. Pereira     | 0 - 2 | Alianza Petrolera | 26.7.2021 | Dep. Pasto    | 1 - 2 | Dep. Pereira      | 2.8.2021  |
| Alianza Petrolera | 1 - 0 | La Equidad       | 19.7.2021 | La Equidad       | 0 - 0 | Dep. Pasto        | 27.7.2021 | Santa Fe      | 0 - 1 | Atl. Nacional     | 3.8.2021  |

| Atl. Huila        | 0 - 0 | Dep. Quindío  | 6.8.2021  | Dep. Tolima   | 1 - 0 | Dep. Pasto        | 13.8.2021 | América de Cali   | 0 - 0 | Patriotas     | 20.8.2021 |
| América de Cali   | 1 - 0 | Once Caldas   | 7.8.2021  | Envigado      | 2 - 1 | Alianza Petrolera | 14.8.2021 | Dep. Pereira      | 1 - 1 | Santa Fe      | 21.8.2021 |
| Atl. Nacional     | 2 - 0 | Dep. Cali     | 7.8.2021  | Ind. Medellín | 2 - 0 | América de Cali   | 14.8.2021 | Atl. Nacional     | 1 - 0 | Dep. Quindío  | 21.8.2021 |
| Millonarios       | 0 - 1 | Santa Fe      | 7.8.2021  | Dep. Cali     | 2 - 2 | Millonarios       | 14.8.2021 | Junior            | 4 - 2 | Once Caldas   | 21.8.2021 |
| La Equidad        | 0 - 0 | Ind. Medellín | 8.8.2021  | Jaguares      | 1 - 1 | Junior            | 15.8.2021 | Millonarios       | 2 - 0 | Ind. Medellín | 21.8.2021 |
| Junior            | 0 - 0 | Dep. Tolima   | 8.8.2021  | Patriotas     | 0 - 3 | Atl. Nacional     | 15.8.2021 | La Equidad        | 1 - 1 | Dep. Tolima   | 22.8.2021 |
| Alianza Petrolera | 2 - 0 | Dep. Pasto    | 8.8.2021  | Once Caldas   | 0 - 1 | Dep. Pereira      | 15.8.2021 | Rionegro Águilas  | 1 - 2 | Jaguares      | 22.8.2021 |
| Atl. Bucaramanga  | 0 - 1 | Jaguares      | 9.8.2021  | Atl. Huila    | 0 - 2 | Rionegro Águilas  | 16.8.2021 | Alianza Petrolera | 1 - 2 | Dep. Cali     | 22.8.2021 |
| Rionegro Águilas  | 1 - 0 | Patriotas     | 10.8.2021 | Santa Fe      | 0 - 2 | La Equidad        | 16.8.2021 | Dep. Pasto        | 0 - 2 | Envigado      | 22.8.2021 |
| Dep. Pereira      | 0 - 1 | Envigado      | 10.8.2021 | Dep. Quindío  | 2 - 3 | Atl. Bucaramanga  | 17.8.2021 | Atl. Bucaramanga  | 1 - 1 | Atl. Huila    | 23.8.2021 |

| Dep. Quindío     | 2 - 1 | Once Caldas       | 27.8.2021 | América de Cali   | 0 - 1 | Dep. Quindío     | 4.9.2021  | Jaguares         | 0 - 1 | Ind. Medellín     | 10.9.2021 |
| Envigado         | 3 - 2 | La Equidad        | 28.8.2021 | La Equidad        | 1 - 0 | Jaguares         | 4.9.2021  | Patriotas        | 0 - 0 | Envigado          | 11.9.2021 |
| Dep. Pereira     | 1 - 0 | Millonarios       | 28.8.2021 | Once Caldas       | 1 - 1 | Atl. Bucaramanga | 5.9.2021  | Once Caldas      | 2 - 3 | Rionegro Águilas  | 11.9.2021 |
| Atl. Huila       | 3 - 1 | Ind. Medellín     | 28.8.2021 | Dep. Pasto        | 2 - 0 | Dep. Cali        | 5.9.2021  | Dep. Cali        | 0 - 1 | América de Cali   | 11.9.2021 |
| Patriotas        | 0 - 0 | Dep. Pasto        | 29.8.2021 | Ind. Medellín     | 0 - 0 | Santa Fe         | 5.9.2021  | Santa Fe         | 1 - 1 | Alianza Petrolera | 11.9.2021 |
| Dep. Cali        | 1 - 1 | Junior            | 29.8.2021 | Alianza Petrolera | 1 - 3 | Atl. Nacional    | 5.9.2021  | Atl. Bucaramanga | 3 - 4 | Millonarios       | 12.9.2021 |
| Santa Fe         | 1 - 1 | América de Cali   | 29.8.2021 | Rionegro Águilas  | 0 - 1 | Dep. Pereira     | 6.9.2021  | Dep. Pereira     | 1 - 1 | Junior            | 12.9.2021 |
| Jaguares         | 0 - 3 | Dep. Tolima       | 29.8.2021 | Dep. Tolima       | 2 - 0 | Envigado         | 6.9.2021  | Atl. Nacional    | 2 - 0 | La Equidad        | 12.9.2021 |
| Atl. Nacional    | 1 - 0 | Rionegro Águilas  | 30.8.2021 | Millonarios       | 1 - 0 | Patriotas        | 6.9.2021  | Dep. Quindío     | 1 - 2 | Dep. Pasto        | 13.9.2021 |
| Atl. Bucaramanga | 1 - 2 | Alianza Petrolera | 30.8.2021 | Junior            | 3 - 0 | Atl. Huila       | 22.9.2021 | Atl. Huila       | 1 - 2 | Dep. Tolima       | 13.9.2021 |

| Ind. Medellín     | 3 - 1 | Once Caldas      | 17.9.2021 | Dep. Cali        | 2 - 1 | Dep. Pereira      | 24.9.2021 | Dep. Pasto        | 0 - 1 | Once Caldas      | 30.9.2021 |
| Envigado          | 1 - 1 | Dep. Quindío     | 18.9.2021 | Once Caldas      | 1 - 1 | Alianza Petrolera | 24.9.2021 | Dep. Tolima       | 0 - 0 | Santa Fe         | 1.10.2021 |
| América de Cali   | 2 - 3 | Jaguares         | 18.9.2021 | Santa Fe         | 3 - 1 | Envigado          | 25.9.2021 | Junior            | 1 - 0 | Patriotas        | 1.10.2021 |
| Junior            | 1 - 3 | Atl. Nacional    | 18.9.2021 | Rionegro Águilas | 1 - 2 | Junior            | 25.9.2021 | La Equidad        | 1 - 0 | Dep. Quindío     | 2.10.2021 |
| Millonarios       | 3 - 1 | Atl. Huila       | 18.9.2021 | Atl. Nacional    | 1 - 1 | Dep. Pasto        | 25.9.2021 | Envigado          | 1 - 2 | Dep. Cali        | 2.10.2021 |
| Dep. Tolima       | 1 - 1 | Dep. Cali        | 19.9.2021 | Atl. Bucaramanga | 2 - 1 | América de Cali   | 25.9.2021 | Dep. Pereira      | 3 - 2 | Atl. Nacional    | 2.10.2021 |
| Dep. Pasto        | 0 - 1 | Santa Fe         | 19.9.2021 | Patriotas        | 0 - 0 | Dep. Tolima       | 26.9.2021 | América de Cali   | 1 - 0 | Atl. Huila       | 2.10.2021 |
| Rionegro Águilas  | 3 - 0 | Atl. Bucaramanga | 19.9.2021 | Jaguares         | 4 - 3 | Millonarios       | 26.9.2021 | Millonarios       | 1 - 0 | Rionegro Águilas | 3.10.2021 |
| La Equidad        | 1 - 1 | Dep. Pereira     | 20.9.2021 | Dep. Quindío     | 1 - 0 | Ind. Medellín     | 26.9.2021 | Ind. Medellín     | 1 - 0 | Atl. Bucaramanga | 3.10.2021 |
| Alianza Petrolera | 3 - 0 | Patriotas        | 20.9.2021 | Atl. Huila       | 1 - 1 | La Equidad        | 27.9.2021 | Alianza Petrolera | 1 - 1 | Jaguares         | 3.10.2021 |

| Jaguares         | 4 - 1 | Dep. Pasto        | 8.10.2021  | Dep. Tolima       | 1 - 0 | Atl. Huila       | 15.10.2021 | Once Caldas      | 2 - 1 | La Equidad        | 21.10.2021 |
| Rionegro Águilas | 1 - 0 | Alianza Petrolera | 8.10.2021  | La Equidad        | 1 - 3 | Patriotas        | 16.10.2021 | Jaguares         | 1 - 1 | Envigado          | 22.10.2021 |
| Ind. Medellín    | 0 - 0 | Envigado          | 8.10.2021  | América de Cali   | 1 - 1 | Dep. Cali        | 16.10.2021 | Dep. Quindío     | 1 - 0 | Alianza Petrolera | 22.10.2021 |
| Once Caldas      | 0 - 2 | Dep. Tolima       | 9.10.2021  | Dep. Pereira      | 3 - 0 | Once Caldas      | 16.10.2021 | Patriotas        | 1 - 2 | Dep. Pereira      | 23.10.2021 |
| Dep. Cali        | 2 - 2 | La Equidad        | 9.10.2021  | Atl. Nacional     | 1 - 1 | Ind. Medellín    | 16.10.2021 | Atl. Bucaramanga | 2 - 1 | Dep. Pasto        | 23.10.2021 |
| Millonarios      | 0 - 0 | América de Cali   | 9.10.2021  | Dep. Pasto        | 1 - 0 | Dep. Quindío     | 17.10.2021 | Ind. Medellín    | 2 - 2 | Dep. Tolima       | 23.10.2021 |
| Atl. Huila       | 1 - 4 | Atl. Nacional     | 9.10.2021  | Alianza Petrolera | 2 - 0 | Atl. Bucaramanga | 17.10.2021 | Millonarios      | 4 - 1 | Junior            | 23.10.2021 |
| Patriotas        | 0 - 1 | Santa Fe          | 11.10.2021 | Santa Fe          | 0 - 2 | Millonarios      | 17.10.2021 | Rionegro Águilas | 1 - 2 | Dep. Cali         | 24.10.2021 |
| Atl. Bucaramanga | 1 - 1 | Junior            | 11.10.2021 | Junior            | 2 - 1 | Jaguares         | 17.10.2021 | América de Cali  | 0 - 2 | Atl. Nacional     | 24.10.2021 |
| Dep. Quindío     | 2 - 3 | Dep. Pereira      | 12.10.2021 | Envigado          | 4 - 1 | Rionegro Águilas | 18.10.2021 | Atl. Huila       | 1 - 2 | Santa Fe          | 24.10.2021 |

| Envigado          | 2 - 1 | Millonarios      | 26.10.2021 | Atl. Bucaramanga | 2 - 1 | Envigado          | 30.10.2021 | Dep. Pereira      | 0 - 0 | Jaguares         | 5.11.2021 |
| Alianza Petrolera | 3 - 0 | Ind. Medellín    | 26.10.2021 | Millonarios      | 0 - 1 | La Equidad        | 30.10.2021 | Envigado          | 1 - 2 | Once Caldas      | 6.11.2021 |
| Dep. Pereira      | 1 - 1 | Atl. Bucaramanga | 26.10.2021 | Once Caldas      | 1 - 1 | Patriotas         | 31.10.2021 | Alianza Petrolera | 1 - 0 | Atl. Huila       | 6.11.2021 |
| La Equidad        | 2 - 2 | Rionegro Águilas | 27.10.2021 | Jaguares         | 0 - 0 | Atl. Nacional     | 31.10.2021 | La Equidad        | 2 - 1 | América de Cali  | 6.11.2021 |
| Dep. Cali         | 2 - 0 | Patriotas        | 27.10.2021 | Ind. Medellín    | 0 - 0 | Dep. Pereira      | 31.10.2021 | Atl. Nacional     | 0 - 0 | Atl. Bucaramanga | 6.11.2021 |
| Atl. Nacional     | 2 - 1 | Once Caldas      | 27.10.2021 | América de Cali  | 1 - 1 | Alianza Petrolera | 31.10.2021 | Patriotas         | 0 - 1 | Ind. Medellín    | 7.11.2021 |
| Dep. Pasto        | 1 - 0 | Atl. Huila       | 28.10.2021 | Junior           | 2 - 1 | Dep. Pasto        | 1.11.2021  | Santa Fe          | 1 - 1 | Junior           | 7.11.2021 |
| Santa Fe          | 3 - 1 | Jaguares         | 28.10.2021 | Atl. Huila       | 0 - 5 | Dep. Cali         | 1.11.2021  | Dep. Tolima       | 3 - 2 | Millonarios      | 7.11.2021 |
| Junior            | 0 - 0 | Dep. Quindío     | 28.10.2021 | Dep. Quindío     | 1 - 1 | Santa Fe          | 1.11.2021  | Dep. Cali         | 1 - 0 | Dep. Quindío     | 7.11.2021 |
| Dep. Tolima       | 0 - 1 | América de Cali  | 28.10.2021 | Rionegro Águilas | 1 - 1 | Dep. Tolima       | 2.11.2021  | Dep. Pasto        | 0 - 2 | Rionegro Águilas | 8.11.2021 |

| 19ª giornata     | 19ª giornata | 19ª giornata      | 19ª giornata |                   | 20ª giornata | 20ª giornata     | 20ª giornata | 20ª giornata |
| Locali           | R            | Ospiti            | Data         | Locali            | R            | Ospiti           | Data         |              |
| ---------------- | ------------ | ----------------- | ------------ | ----------------- | ------------ | ---------------- | ------------ | ------------ |
| Jaguares         | 1 - 0        | Dep. Cali         | 12.11.2021   | Santa Fe          | 0 - 1        | Rionegro Águilas | 21.11.2021   |              |
| América de Cali  | 3 - 0        | Dep. Pasto        | 13.11.2021   | Alianza Petrolera | 1 - 1        | Junior           | 21.11.2021   |              |
| Rionegro Águilas | 1 - 1        | Envigado          | 13.11.2021   | La Equidad        | 2 - 0        | Atl. Bucaramanga | 21.11.2021   |              |
| Dep. Quindío     | 0 - 3        | Patriotas         | 14.11.2021   | Dep. Tolima       | 3 - 1        | Dep. Quindío     | 21.11.2021   |              |
| Ind. Medellín    | 0 - 0        | Atl. Nacional     | 14.11.2021   | Dep. Cali         | 0 - 0        | Once Caldas      | 21.11.2021   |              |
| Millonarios      | 1 - 1        | Alianza Petrolera | 14.11.2021   | Envigado          | 0 - 1        | Atl. Huila       | 21.11.2021   |              |
| Atl. Huila       | 0 - 2        | Dep. Pereira      | 14.11.2021   | Patriotas         | 3 - 0        | Jaguares         | 21.11.2021   |              |
| Atl. Bucaramanga | 1 - 1        | Dep. Tolima       | 15.11.2021   | Dep. Pasto        | 1 - 1        | Ind. Medellín    | 21.11.2021   |              |
| Once Caldas      | 2 - 1        | Santa Fe          | 15.11.2021   | Dep. Pereira      | 1 - 5        | América de Cali  | 21.11.2021   |              |
| Junior           | 1 - 0        | La Equidad        | 17.11.2021   | Atl. Nacional     | 1 - 3        | Millonarios      | 21.11.2021   |              |

### Quadrangolari
Dopo la disputa della prima fase, le semifinali del Torneo Finalización si disputano con la formazione di due gruppi di 4 squadre a cui partecipano le 8 squadre miglior classificate della fase regolare. La prima e la seconda classificata (Atlético Nacional e Millonarios) sono state scelte come teste di serie del gruppo A e del gruppo B, mentre le altre sei squadre sono state estratte a sorte. Dopo la disputa di un girone di andata e ritorno tra le squadre di ogni gruppo, le squadre vincenti di ogni gruppo accedono direttamente alla finale del campionato.

#### Classifica Gruppo A
Aggiornata al 15 dicembre 2021
| Pos | Squadra           | Pti. | G | V | N | P | GF | GS | DR |
| --- | ----------------- | ---- | - | - | - | - | -- | -- | -- |
| 1.  | Deportivo Cali    | 13   | 5 | 4 | 1 | 0 | 11 | 5  | +6 |
| 2.  | Atlético Junior   | 6    | 5 | 1 | 3 | 1 | 8  | 7  | +1 |
| 3.  | Atlético Nacional | 5    | 5 | 1 | 2 | 2 | 9  | 8  | +1 |
| 4.  | Deportivo Pereira | 2    | 5 | 0 | 2 | 3 | 5  | 13 | -8 |

Legenda
      Squadra qualificata alla finale del Torneo Finalización.
Note:
Fonti: DIMAYOR.
Tre punti a vittoria, uno a pareggio, zero a sconfitta.
A parità di punti valgono in ordine i seguenti criteri: 1) differenza reti; 2) gol segnati; 3) gol segnati fuori casa; 4) gol subiti fuori casa; 5) tempo di gioco effettivo; 6) sorteggio.

#### Risultati Gruppo A
Aggiornati al 15 dicembre 2021.
| Dep. Cali     | 2 - 1 | Dep. Pereira | 27.11.2021 | Dep. Pereira | 1 - 1 | Atl. Nacional | 1.12.2021 | Dep. Pereira | 2 - 2 | Junior        | 4.12.2021 |
| Atl. Nacional | 1 - 1 | Junior       | 27.11.2021 | Junior       | 2 - 2 | Dep. Cali     | 1.12.2021 | Dep. Cali    | 3 - 1 | Atl. Nacional | 4.12.2021 |

| Junior        | 3 - 0 | Dep. Pereira | 8.12.2021 | Dep. Cali     | 2 - 0 | Junior       | 11.12.2021 | Junior       |  | Atl. Nacional | 15.12.2021 |
| Atl. Nacional | 1 - 2 | Dep. Cali    | 8.12.2021 | Atl. Nacional | 5 - 1 | Dep. Pereira | 11.12.2021 | Dep. Pereira |  | Dep. Cali     | 15.12.2021 |

#### Classifica Gruppo B
Aggiornata al 15 dicembre 2021
| Pos | Squadra           | Pti. | G | V | N | P | GF | GS | DR |
| --- | ----------------- | ---- | - | - | - | - | -- | -- | -- |
| 1.  | Deportes Tolima   | 11   | 5 | 3 | 2 | 0 | 9  | 3  | +6 |
| 2.  | Millonarios       | 8    | 5 | 2 | 2 | 1 | 7  | 4  | +3 |
| 3.  | América de Cali   | 6    | 5 | 2 | 0 | 3 | 5  | 7  | -2 |
| 4.  | Alianza Petrolera | 3    | 5 | 1 | 0 | 4 | 4  | 11 | -7 |

Legenda
      Squadra qualificata alla finale del Torneo Finalización.
Note:
Fonti: DIMAYOR.
Tre punti a vittoria, uno a pareggio, zero a sconfitta.
A parità di punti valgono in ordine i seguenti criteri: 1) differenza reti; 2) gol segnati; 3) gol segnati fuori casa; 4) gol subiti fuori casa; 5) tempo di gioco effettivo; 6) sorteggio.

#### Risultati Gruppo B
Aggiornati al 15 dicembre 2021.
| América de Cali   | 2 - 1 | Millonarios | 28.11.2021 | Dep. Tolima | 2 - 0 | América de Cali   | 2.12.2021 | Alianza Petrolera | 2 - 1 | América de Cali | 5.12.2021 |
| Alianza Petrolera | 1 - 4 | Dep. Tolima | 28.11.2021 | Millonarios | 3 - 0 | Alianza Petrolera | 2.12.2021 | Dep. Tolima       | 1 - 1 | Millonarios     | 5.12.2021 |

| América de Cali | 2 - 1 | Alianza Petrolera | 9.12.2021 | Alianza Petrolera | 0 - 1 | Millonarios | 12.12.2021 | Millonarios |  | América de Cali   | 16.12.2021 |
| Millonarios     | 1 - 1 | Dep. Tolima       | 9.12.2021 | América de Cali   | 0 - 1 | Dep. Tolima | 13.12.2021 | Dep. Tolima |  | Alianza Petrolera | 16.12.2021 |

### Retrocessioni
Durante il Torneo Apertura è stata tenuta a parte una classifica per le retrocessioni che tiene conto del cosiddetto promedio, ovvero della media- punti ottenuta da ogni squadra nel Torneo Apertura e nelle tre stagioni precedenti nella Categoria A. Alle formazioni neopromosse sono stati attribuiti i punti e i gol fatti e subiti della 18ª squadra in classifica all'inizio del Torneo Apertura.
Dato il rinvio di qualsiasi promozione e retrocessione nella stagione precedente fino alla fine del primo semestre e la concomitante disaffiliazione dalla DIMAYOR del Cúcuta Deportivo, alla fine del Torneo Apertura si è realizzata una sola retrocessione in Primera B, ovvero il Boyacá Chicó.
| Pos | Squadra                | 2018 | 2019 | 2020 | 2021 | GF  | GS  | DR  | PG  | PT  | Promedio |
| --- | ---------------------- | ---- | ---- | ---- | ---- | --- | --- | --- | --- | --- | -------- |
| 1.  | Atlético Nacional      | 71   | 66   | 35   | 76   | 189 | 115 | +74 | 117 | 207 | 1.769    |
| 2.  | Deportes Tolima        | 72   | 64   | 37   | 66   | 162 | 97  | +65 | 117 | 206 | 1.761    |
| 3.  | Deportivo Cali         | 58   | 67   | 34   | 62   | 153 | 115 | +38 | 117 | 192 | 1.641    |
| 4.  | Millonarios            | 51   | 57   | 30   | 69   | 167 | 127 | +40 | 117 | 191 | 1.632    |
| 5.  | Atlético Junior        | 62   | 63   | 33   | 62   | 145 | 95  | +50 | 117 | 190 | 1.624    |
| 6.  | América de Cali        | 47   | 67   | 33   | 58   | 149 | 119 | +30 | 117 | 183 | 1.564    |
| 7.  | Santa Fe               | 56   | 46   | 40   | 58   | 146 | 102 | +44 | 117 | 175 | 1.496    |
| 8.  | Independiente Medellín | 69   | 59   | 20   | 52   | 144 | 127 | +17 | 117 | 165 | 1.410    |
| 9.  | La Equidad             | 61   | 42   | 32   | 55   | 133 | 122 | +11 | 117 | 165 | 1.410    |
| 10. | Once Caldas            | 63   | 56   | 29   | 37   | 132 | 125 | +7  | 117 | 158 | 1.350    |
| 11. | Atlético Bucaramanga   | 58   | 46   | 21   | 51   | 127 | 140 | -13 | 117 | 153 | 1.308    |
| 12. | Deportivo Pasto        | 35   | 54   | 34   | 39   | 113 | 127 | -14 | 117 | 142 | 1.214    |
| 13. | Rionegro Águilas       | 57   | 40   | 31   | 39   | 127 | 146 | -19 | 117 | 142 | 1.214    |
| 14. | Envigado               | 46   | 47   | 23   | 44   | 126 | 147 | -21 | 117 | 134 | 1.145    |
| 15. | Alianza Petrolera      | 42   | 55   | 19   | 37   | 115 | 158 | -43 | 117 | 127 | 1.111    |
| 16. | Patriotas Boyacá       | 49   | 50   | 17   | 35   | 97  | 150 | -53 | 117 | 122 | 1.043    |
| 17. | Jaguares               | 39   | 38   | 17   | 53   | 109 | 167 | -58 | 117 | 121 | 1.034    |
| 18. | Deportivo Pereira      | 39   | 38   | 18   | 51   | 101 | 159 | -58 | 117 | 121 | 1.034    |
| 19. | Deportes Quindío       | 14   | 38   | 18   | 40   | 95  | 162 | -67 | 117 | 110 | 0.940    |
| 20. | Atlético Huila         | 14   | 38   | 18   | 28   | 89  | 172 | -83 | 117 | 98  | 0.838    |

Legenda:
      Squadre retrocesse.
Note:
Fonte: DIMAYOR
A parità di punti valgono in ordine i seguenti criteri: 1) differenza reti; 2) gol segnati; 3) gol segnati fuori casa.

## Tabla de reclasificación
La tabla de reclasificación considera i risultati di ogni squadra in tutte le fasi sia del Torneo Apertura che del Torneo Finalización. Il suo scopo è quello di determinare le squadre qualificate nella Coppa Libertadores 2022 e nella Coppa Sudamericana 2022. Come nel caso delle retrocessioni, anche in questo caso la DIMAYOR ha attribuito alle squadre promosse in Catégoria A dopo la fine del Torneo Apertura (Atlético Huila e Deportes Quindío) gli stessi punti e lo stesso bilancio di gol fatti e gol subiti della squadra classificata al 19º posto in questa classifica, l'Alianza Petrolera.
Aggiornata al 13 dicembre 2021.
| Pos | Squadra                | Pti. | G  | V  | N  | P  | GF | GS | DR  |
| --- | ---------------------- | ---- | -- | -- | -- | -- | -- | -- | --- |
| 1.  | Deportes Tolima        | 88   | 49 | 23 | 19 | 7  | 65 | 36 | +29 |
| 2.  | Millonarios            | 85   | 49 | 25 | 10 | 14 | 76 | 52 | +24 |
| 3.  | Atlético Nacional (CC) | 82   | 45 | 23 | 13 | 9  | 80 | 39 | +41 |
| 4.  | Deportivo Cali         | 78   | 45 | 21 | 15 | 9  | 59 | 43 | +16 |
| 5.  | Atlético Junior        | 75   | 47 | 19 | 18 | 10 | 60 | 46 | +14 |
| 6.  | América de Cali        | 65   | 45 | 17 | 14 | 14 | 50 | 40 | +10 |
| 7.  | La Equidad             | 60   | 42 | 15 | 15 | 12 | 46 | 44 | +2  |
| 8.  | Santa Fe               | 59   | 40 | 15 | 14 | 11 | 47 | 39 | +8  |
| 9.  | Deportivo Pereira      | 53   | 43 | 13 | 14 | 16 | 45 | 58 | -13 |
| 10. | Independiente Medellín | 52   | 38 | 11 | 19 | 8  | 31 | 30 | +1  |
| 11. | Jaguares               | 52   | 38 | 14 | 10 | 14 | 44 | 47 | -3  |
| 12. | Atlético Bucaramanga   | 51   | 38 | 13 | 12 | 13 | 46 | 45 | +1  |
| 13. | Envigado               | 44   | 38 | 10 | 14 | 14 | 39 | 46 | -7  |
| 14. | Alianza Petrolera      | 40   | 43 | 9  | 13 | 21 | 41 | 68 | -27 |
| 15. | Rionegro Águilas       | 39   | 38 | 9  | 12 | 17 | 37 | 49 | -12 |
| 16. | Deportivo Pasto        | 39   | 38 | 8  | 15 | 15 | 32 | 48 | -16 |
| 17. | Once Caldas            | 37   | 38 | 8  | 13 | 17 | 38 | 53 | -15 |
| 18. | Patriotas Boyacá       | 35   | 38 | 9  | 8  | 21 | 31 | 52 | -21 |
| 19. | Deportes Quindío       | 28   | 38 | 6  | 10 | 22 | 28 | 63 | -35 |
| 20. | Boyacá Chicó           | 19   | 18 | 5  | 4  | 9  | 17 | 20 | -3  |
| 21. | Atlético Huila         | 16   | 38 | 2  | 10 | 26 | 22 | 74 | -52 |

Legenda:
      Squadra qualificata alla Coppa Libertadores 2022 come campione del Torneo Apertura.
      Squadra qualificata alla Coppa Libertadores 2022.
      Squadra qualificata alla Coppa Sudamericana 2022.
Note:
Fonte: DIMAYOR
A parità di punti valgono in ordine i seguenti criteri: 1) differenza reti; 2) gol segnati; 3) gol segnati fuori casa.

## Statistiche

### Classifica marcatoriTorneo Apertura
| Gol |  |  | Giocatore        | Squadra       |
| --- |  |  | ---------------- | ------------- |
| 11  |  |  | Jefferson Duque  | Atl. Nacional |
| 11  |  |  | Fernando Uribe   | Millonarios   |
| 11  |  |  | Diego Herazo     | La Equidad    |
| 9   |  |  | Cristian Arango  | Millionarios  |
| 8   |  |  | Miguel Borja     | Atl. Junior   |
| 7   |  |  | Agustín Vuletich | Ind. Medellín |
| 6   |  |  | Brayan Moreno    | Boyacá Chicó  |
| 6   |  |  | David Lemos      | Once Caldas   |
| 6   |  |  | Jarlan Barrera   | Atl. Nacional |
| 6   |  |  | Kelvin Osorio    | Santa Fe      |

### Classifica marcatoriTorneo Finalización
| Gol |  |  | Giocatore             | Squadra           |
| --- |  |  | --------------------- | ----------------- |
| 12  |  |  | Fernando Uribe        | Millonarios       |
| 11  |  |  | Harold Preciado       | Dep. Cali         |
| 10  |  |  | Jefferson Duque       | Atl. Nacional     |
| 9   |  |  | Bayron Garcés         | Alianza Petrolera |
| 7   |  |  | Luis González         | Junior            |
| 7   |  |  | Juan Fernando Caicedo | Dep. Tolima       |
| 6   |  |  | Andrés Renteria       | Jaguares          |
| 6   |  |  | Larry Angulo          | América de Cali   |
| 6   |  |  | Juan David Pérez      | Once Caldas       |
| 6   |  |  | Pablo Lima            | La Equidad        |